# 拜涅
拜涅（法語：Baignes，法語發音：[bɛɲ] ⓘ）是法国上索恩省的一个市镇，属于沃苏勒区。

## 地理
拜涅（47°35'7"N, 6°3'0"E）面积2.87 平方千米，位于法国勃艮第-弗朗什-孔泰大區上索恩省，该省份为法国东部内陆省份，北起顺时针与孚日省、贝尔福地区省、杜省、汝拉省、科多尔省和上马恩省接壤。
与拜涅接壤的市镇（或旧市镇、城区）包括：克朗、马耶和沙兹洛、拉兹、罗塞。

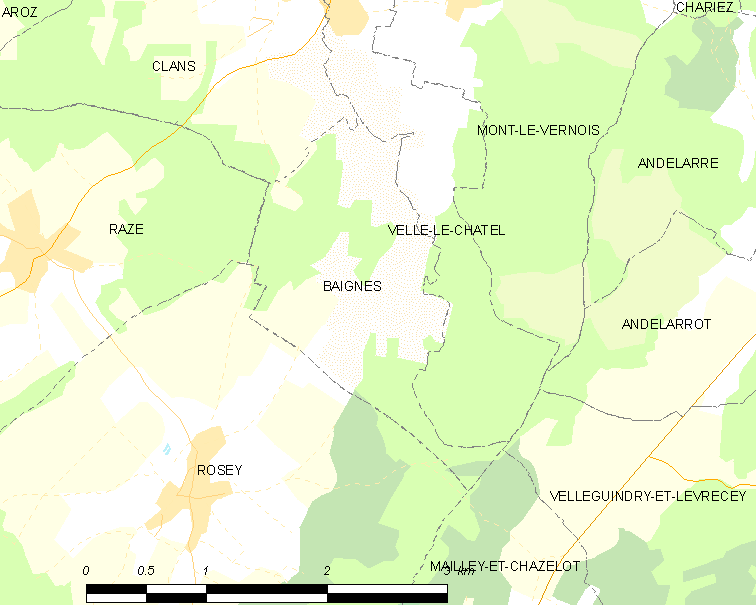
拜涅的OSM定位图

拜涅的时区为UTC+01:00、UTC+02:00（夏令时）。

## 行政
拜涅的邮政编码为70000，INSEE市镇编码为70047。

## 政治
拜涅所属的省级选区为索恩河畔塞和圣阿尔班县。

## 人口

1962-2008年间拜涅人口变化图示

拜涅于2022年1月1日时的人口数量为99人。